# Stijn Coninx
Stijn Coninx (Neerpelt, 21 de febrer de 1957) és un director de cinema belga.

## Biografia
Coninx va estudiar cinema a HRITCS (actualment Ritcs en Erasmushogeschool Brussel). És conegut sobretot per la seva pel·lícula Daens, que va ser nominada a l'Oscar a la millor pel·lícula de parla no anglesa en 1992. Va ser nomenat Baroó de Baudouin i és vicepresident del Consell d'administració de la Cinemateca Reial de Bèlgica i del Museu de Cinema de Brussel·les.

## Filmografia
Director
- Servais (1980), film universitari.
- Surfing (1982), curtmetratge.
- Hector (1987)
- Koko Flanel (1990)
- Daens (1992)
- When the Light Comes (1998)
- Verder dan de maan (2003)
- To Walk Again (2007), documental
- Soeur Sourire (2009)
- Marina (2013)
- Ay Ramon! (2015)
- Niet Schieten (2018)

Director aassistent
- Het beest (1982)
- Zaman (1983) (als Stijn Coninckx)
- Wildschut (1985)
- De Leeuw van Vlaanderen (1985)
- Skin (1987)
- Blueberry Hill (1989)

Televisió
- Het Peulengaleis (1999)
- Nefast voor de feestvreugde (2001, 2002, 2003)
- De Kavijaks (2005)
- Anneliezen (2010)

## Premis i distincions
Premis Oscar
| Any  | Categoria                    | Treball nominat | Resultadt |
| ---- | ---------------------------- | --------------- | --------- |
| 1993 | Millor pel·lícula estrangera | Daens           | Nominat   |